# Rio Firtuş
O Rio Firtuş é um rio da Romênia, afluente do Cuşmed, localizado no distrito de Harghita.